# Edme-Louis Billardon de Sauvigny
Edme-Louis Billardon de Sauvigny, né en mer, près de La Rochelle vers le 15 mars 1738, baptisé dans cette ville et mort à Paris le 19 avril 1812, est un homme de lettres et dramaturge français.

## Biographie
Frère de l’abbé Étienne-Louis Billardon de Sauvigny, il fit ses études à Paris, et embrassa la carrière des armes probablement suivie par son père. Quelques pièces de vers l’ayant fait connaitre dans la société à une époque où les beaux esprits étaient en faveur, il fut admis dans les gardes du corps de Stanislas, roi de Pologne et duc de Lorraine, mais il n’y était déjà plus en 1762, et revint à Paris, où il fut le poète privilégié de la comtesse du Barry.
Sauvigny avait obtenu une lieutenance de cavalerie, et plus tard la croix de l’ordre de Saint-Louis, mais sa pension et les faibles produits de ses ouvrages dramatiques ne pouvant suffire à son existence, il travailla pour les libraires, et publia presque chaque année de nouvelles productions. Il dut à la protection de la duchesse de Chartres une place de censeur royal en 1776.
En 1788, il fut, pour avoir approuvé la publication de l’AImanach des honnêtes gens, de Sylvain Maréchal, exilé par une lettre de cachet à 30 lieues de Paris, et on le menaça de lui ôter sa place que la Révolution lui fit perdre peu de temps après. II en adopta les principes avec modération et fut attaché, en 1789, avec le titre d’adjudant général, à l’état-major de la cavalerie nationale à l’école militaire, dont il eut le commandement provisoire en 1792. C’est en cette qualité qu’il écrivit à la Commune de Paris, pour lui rendre compte des désordres occasionnés dans la rue de Varenne le 4 novembre par une fête civique à laquelle avaient pris part des compagnies de cette garde, contre les fédérés marseillais.
Nommé ensuite colonel d’un régiment de vétérans, il ne fut employé ni sous le Consulat ni sous l’Empire, mais il avait obtenu une modique place au ministère de l’Intérieur. Il fut tellement oublié dans ses dernières années, que Palissot, en 1803, ignorait s’il était encore vivant. La Biographie universelle de Michaud le confondit avec son frère, et plaça sa mort en 1809. Sans doute du fait de cet oubli, certains biographes le font naître vers 1730 dans le diocèse d'Auxerre, d'autres en 1734 à Paris ou encore en 1736 à La Rochelle.
On a de lui des compositions en vers, des ouvrages dramatiques, dont seule la Mort de Socrate eut du succès. Il fut plus heureux prosateur.

## Œuvres
- Réflexions en vers sur l’héroïsme, Berlin, 1756, in-8°.
- Lettres philosophiques, par M. Sauvigny, gendarme, Bristol, chez les frères rimeurs, 1756, in-12.
- L’Une et l’Autre, ou la Noblesse commerçante et militaire, avec des réflexions sur le commerce et les moyens de l’encourager, Mahon, Impr. française, aux dépens de W. Blakeney, 1756.Ouvrage publié dans le cadre des débats sur le livre de l’abbé Coyer sur la noblesse commerçante.
- La France vengée, poème, Paris, 1757, in-8°.
- La Prussiade, poème nouveau en quatre chants, en vers comi-héroïques, Cassel, aux dépens de l’auteur, 1758, in-8°.
- La Religion révélée, poème en réponse à celui de la Religion naturelle, avec un poème sur la cabale anti-anciclopédique, au sujet du dessein qu’ont eu les Encyclopédistes de discontinuer leurs travaux, par M. de S*******, Genève, 1758, in-16.Ouvrage publié en réponse à la Religion naturelle par Voltaire.
- Le Masque enchanté, farce en un acte et en vers, Genève, 1759, in-8°.
- Voyage de Madame et de Mme Victoire, Lunéville, Messuy, s.d. (1761), in-8°.
- Odes anacréontiques, Paris, Jorry, 1762, in-16.
- La Mort de Socrate, tragédie en 3 actes, Paris, Prault le jeune, 1763. [lire en ligne]La seule de ses œuvres dramatiques à obtenir du succès.
- Apologues orientaux dédiés à Mgr le Dauphin, Paris, Duchesne, 1764.
- Histoire amoureuse de Pierre le Long et de sa très-honorée dame Blanche Bazu, écrite par iceluy, Londres, 1765, in-12.Rééditée « avec la musique de M. Philidor », Londres, 1765, puis précédée d’un Discours sur la langue françoise, Londres, 1768 - Paris, Ducauroy, an IV - Werdet et Lequien fils, 1819. Nouvelle édition au format in-8° sous le titre : L’Innocence du premier âge en France, ou Histoire amoureuse de Pierre le Long et de Blanche Bazu, suivie de La Rose ou La Fête de Salency et L’isle d’Ouessant, musique de Monsigny, Paris, De Lalain, 1768, puis précédée d’un Essai sur les progrès de la langue française, Paris, Ruault, 1778.
- Hirza, Paris, veuve Duchesne, 1767.Tragédie créée au théâtre Français le 27 mai 1767. Réédition : Genève, impr. de P. Pellet et fils, 1768.
- La Rose, ou la Feste de Salency, avec un supplément sur l’origine de cette feste, Paris, Gauguery, 1770, in-8°.
- Le Persifleur, Paris, Delalain, 1771.Comédie en trois actes et en vers créée au Théâtre Français le 8 février 1771.
- Parnasse des Dames, Paris, Ruault, 1773, in-8°.
- Gabrielle d’Estrées, Paris, Robustel, 1778.Tragédie en cinq actes créée à Versailles le 28 janvier 1778. Réédition : Veuve Duchesne, 1783.
- A trompeur trompeur et demi, ou les Torts du sentiment, comédie en un acte mêlé d’ariettes, 1780.
- Les Après soupés de la société, petit théâtre lyrique et moral sur les aventures de la société, A Sybaris et Paris, L’auteur, 1782-1783, 24 cahiers en 6 vol. in-8°.
- Péronne sauvée, Paris, impr. de P. de Lormel, 1783.Opéra en quatre actes, musique de Dezède, créé à l’Académie royale de musique le 17 mai 1783.
- Essais historiques sur les mœurs des François, ou Traduction abrégée des chroniques ou autres ouvrages des auteurs contemporains depuis Clovis jusqu’à Saint Louis, Paris, Clouzier, 1785, 2 vol. in-8°.
- Recueil de lettres écrites sous la première race de nos rois par des personnages considérables, rois, reines, grands de l’État, papes, évêques, etc. Pour servir de suite aux essais historiques sur les mœurs des François, Paris, Clouzier, 1786, in-8°.Les deux premiers volumes des Essais historiques contiennent la Vie de Grégoire de Tours, par lui-même, et L’Histoire de France de Grégoire de Tours et sa continuation par Fredegarius ; le troisième contient des lettres extraites et traduites du Recueil des historiens de Gaules et de la France de Dom Martin Bouquet, 8 vol. in-folio, 1738-1752 ; ces trois volumes, pourvus de nouvelles feuilles de titre, furent remis en vente en 1792, chez Maillard d’Orivelle, avec deux nouveaux tomes, contenant la traduction d’une douzaine de chroniques anciennes, dont la Chronique de Saint Denis, et l’analyse chronologique et comparée de 53 autres chroniques et de 255 vies de Saints.
- Abdir, 1785.Drame en quatre actes sur la Révolution américaine.
- Du théâtre sous les rapports de la nouvelle constitution, discours présenté à l’Assemblée nationale par M. de Sauvigny, Paris, impr. de Cussac, 1790, in-8°.
- Washington, ou la Liberté du nouveau monde, Paris, Maillard d’Orivelle, 1791.Tragédie en quatre actes créée au Théâtre de la Nation le 13 juillet 1791.
- Adresse lue à la Convention nationale par L.E. Billardon de Sauvigny en lui présentant le corps de la cavalerie nationale, Paris, impr. de Pougin, s.d., in-8°.
- Lettres de Rois, Reines, Grands, &c. Pour servir de suite aux essais historiques sur les mœurs des Français, Paris, Maillard d’Orivelle, 1792, 2 vol. in-8°.
- Œuvres de Sidoine Apollinaire, évêque de Clermont, Paris, Maillard d’Orivelle, 1792, 2 vol. in-8°.
- Constitutions des rois des Français, pour servir de suite aux essais historiques sur les mœurs des Français, Paris, Maillard d’Orivelle, 1792, in-8°.
- Convention nationale. Adresse prononcée le 26 octobre 1792 [...] par le citoyen Edme Billardon-Sauvigny, au nom du corps de la cavalerie parisienne, Paris, Impr. nationale, s.d., in-8°.
- Discours prononcé par le citoyen Billardon-Sauvigny [...] à la Société populaire de Pau, le 18 pluviôse l’an III, Pau, impr. de Daumon et Foumin, s.d., in-8°.
- Pétition de L.E. Billardon-Sauvigny [...], pour la levée de la suspension de ses deux drames d’Aratus et de M. Pitt, 25 pluviôse an III, s.l.n.d., in-8°.
- Prestation du serment des vétérans militaires près le Conseil des Anciens. Billardon-Sauvigni [...] à ses frères d’armes, Paris, impr. de la citoyenne Balleu, s.d., in-4°.
- Recueil d’apologues et de faits historiques mis en vers, et relatifs aux Révolutions française, américaine [...], Paris, Laran, an V-1797, in-8°.
- Moralités historiques et allégoriques en vers, sur les événements les plus intéressans pour la nation française, Paris, impr. de Prault, an VIII, in-8°.
- Encyclopédie des dames, ouvrage destiné à l’instruction du beau sexe, Paris, Guyon, Maison et Gervais, 1806, 3 vol. in-12.

## Télévision
Dans la série Les Aventures du jeune Voltaire de 2021, il est joué par Tom Pezier.